# Bulbophyllum sulawesii
Bulbophyllum sulawesii är en orkidéart som beskrevs av Garay, Hamer och Emily Steffan Siegerist. Bulbophyllum sulawesii ingår i släktet Bulbophyllum och familjen orkidéer.
Artens utbredningsområde är Sulawesi. Inga underarter finns listade i Catalogue of Life.